# Nomada polemediana
Nomada polemediana là một loài Hymenoptera trong họ Apidae. Loài này được Mavromoustakis mô tả khoa học năm 1957.